# Grób Łazarza
Grób Łazarza (arab. قبر ألعازر) – częściowo naturalna grota znajdująca się w Al-Ajzarija, na Zachodnim Brzegu, u podnóża Góry Oliwnej, chrześcijańskie miejsce pielgrzymkowe, znajdujące się w rękach lokalnej wspólnoty muzułmańskiej.

## Topografia i geologia
Obecnie grota stanowi wewnętrzną część kilkumetrowej podziemnej galerii, której ściany częściowo wykute są w wapieniu. Górna część galerii, znajdująca się przy zejściu od strony jezdni, jest obmurowana. Wejście zamykają żelazne drzwi. Do niższej części galerii schodzi się wykutymi ok. 1590 roku schodami. Obecne wejście znajduje się od strony północno-zachodniej. Pierwotnie, w czasach starożytnych, do groty grzebalnej wchodziło się od strony zachodniej. Stare wejście jest zamknięte i znajduje się terenie meczetu.

## Historia
Wskrzeszenie Łazarza zostało opisane przez Jana Ewangelistę. Na terenie Palestyny żadne inne miejsce nie było czczone jako grób Łazarza. Lokalizacja znajduje poświadczenie w Onomasticonie Euzebiusza z Cezarei oraz opisie Pielgrzyma z Bordeaux z 333 roku. Istnienie kultu w tym miejscu poświadczają również Egeria i św. Hieronim pod koniec IV wieku. Wewnętrzny wygląd obu pomieszczeń – westybulum i kwadratowej komory grzebalnej – ich sklepienie i nisze, są średniowieczne.